# Takou (fleuve)
Le fleuve Takou  (en anglais : Takou River et dans son cours supérieur dénommé Takou Stream) est un cours d’eau de la région du Northland situé dans l’Île du Nord de la Nouvelle-Zélande.

## Géographie
Il s’écoule globalement vers l’est à partir de sa source située à l’est de la ville de  Kamo pour atteindre l’Océan Pacifique  au niveau de «Takou Bay », à 15 kilomètres au nord de la ville de Kerikeri.